# Гатико
Гатико (итал. Gattico) је насеље у Италији у округу Новара, региону Пијемонт.
Према процени из 2011. у насељу је живело 2975 становника. Насеље се налази на надморској висини од 386 м.

## Становништво
| 1936. | 1951. | 1961. | 1971. | 1981. | 1991. | 2001. | 2011. |
| ----- | ----- | ----- | ----- | ----- | ----- | ----- | ----- |
| 2.382 | 2.368 | 2.508 | 2.576 | 2.772 | 3.077 | 3.134 | 3.361 |